# Cephalocera dysmachoides
Cephalocera dysmachoides är en tvåvingeart som beskrevs av Hesse 1969. Cephalocera dysmachoides ingår i släktet Cephalocera och familjen Mydidae. Inga underarter finns listade i Catalogue of Life.